# Экзистенциальная психология
Экзистенциа́льная психоло́гия — направление в психологии, которое исходит из уникальности конкретной жизни человека, несводимой к общим схемам, возникшее в русле философии экзистенциализма. Её прикладным разделом является экзистенциальная психотерапия. Экзистенциальную психологию относят к гуманистическим направлениям в психологии.
На возникновение этого направления повлияли философия экзистенциализма Сёрена Керкегора, Мартина Хайдеггера и Жана Поля Сартра и феноменологическая психология Эдмунда Гуссерля.

## Классификация
В настоящее время основными направлениями экзистенциальной психологии считаются:
- Экзистенциальный анализ Людвига Бинсвангера[1].
- Dasein-анализ (дазайн-анализ) Медарда Босса и Алисы Хольцхей-Кунц.
- Экзистенциальный анализ (логотерапия) Виктора Франкла.
- Экзистенциальный анализ Альфрида Лэнгле.
- Экзистенциальное консультирование Джеймса Бьюдженталя, Ирвина Ялома, Ролло Мэя[1].
- Экзистенциальная антропология[2].

## Происхождение и история развития
Согласно Р. Мэй, первым этапом развития экзистенциальной психологии следует считать феноменологию. Представителями феноменологической стадии экзистенциальной психологии являются Юджин Минковски, Эрвин Штраус, В. Е. фон Гебсаттел.
От феноменологии экзистенциальная психология взяла, в частности, идею отказа рассматривать человека (клиента) в рамках наших предварительных концепций и представлений.
Вторая, собственно экзистенциальная стадия развития экзистенциальной психологии, согласно Р. Мэй представлена работами Л. Бинсвангера, А. Сторча, М. Босса, Дж. Бэлли, Роланда Куна, Дж. ван ден Бергма, Ф. Бьютендика и др.

### Российские корни
Идеи Л. Н. Толстого, Ф. М. Достоевского и других русских мыслителей внесли большой вклад в развитие европейской, а затем и американской культуры и философии, и до сих пор оказывают влияние на ведущих представителей экзистенциально-гуманистических подходов обоих континентов. Русский религиозный экзистенциализм в лице Н. А. Бердяева и Л. Шестова по времени возникает даже раньше европейского.

## Исследуемые области

### Понимание мира
Для экзистенциальной психологии и экзистенциализма в целом важным понятием является понятие мира человека, каковой (мир), например, согласно Р. Мэй, является структурой значимых связей, в которой существует человек, и паттернов, которые он использует. Мир в экзистенциальной психологии понимается именно как мир человека. Мир человека, в отличие от закрытых миров животных и растений, характеризуется своей открытостью. Он, согласно Л. Бинсвангеру, не является чем-то данным, статичным, к чему человек просто приспосабливается; это скорее некая динамическая модель, благодаря которой человек находится в процессе формирования и планирования, поскольку обладает осознанием себя.
Экзистенциальные аналитики выделяют 3 модуса (одновременно сосуществующих аспекта) мира:
- Umwelt, букв. мир вокруг — материальный — «биологический» и «физический» мир, окружающая человека среда, мир объектов. Мир, в который человек «заброшен» фактом своего рождения и к которому адаптируется в течение своей жизни.
- Mitwelt, букв. с миром — мир существ одного вида, мир близких человеку людей, мир взаимоотношений между людьми, в ходе которых они меняются.
- Eigenwelt, букв. свой мир — мир самости, мир самосознания и самоосмысления, мир «для меня».

Из такого понимания мира в частности следует, что реальность бытия в мире оказывается утраченной (редуцируется), если акцент делается на каком-то из миров, а другие исключаются. Часто так происходит в научных, в том числе психологических, социологических и прочих подходах к пониманию человека.

### Понимание времени
Экзистенциальная психология и экзистенциализм в целом разделяют точку зрения А. Бергсона на понимание времени — оно есть «сердце существования»; отличительная особенность переживаний человека.
Экзистенциальные терапевты отмечают, что особенно глубокие психологические переживания «расшатывают» позиции человека по отношению ко времени. Например, сильная тревога и депрессия уничтожают время, делая невозможным будущее. «Когда страшно, время идёт медленно; когда очень страшно, замедляется и само мгновение; когда же смертельно страшно, время окончательно останавливается», — утверждает Сёрен Кьеркегор. Именно поэтому Ролло Мэй, Мартин Хайдеггер и Карл Ясперс уделяет в своих фундаментальных трудах особое внимание трактату Кьеркегора «Понятие страха».
Человек, согласно экзистенциальным психологам и психотерапевтам, таким как М. Босс, Р. Мэй и другие, в своём существовании, бытии в мире (Dasein), обладает, в отличие от других живых существ, способностью к трансцендированию (выходу) из текущей, сиюминутной ситуации.

### Понимание человека
В экзистенциальной психологии, согласно Р. Мэю, человек воспринимается всегда в процессе становления, в потенциальном переживании кризиса, который свойственен Западной культуре, в которой он переживает тревогу, отчаяние, отчуждение от самого себя и конфликты.
Фундаментальным вкладом экзистенциальной психотерапии и психологии, согласно Р. Мэю, является «понимание человека как бытия», понимание «человека-в-его-мире».
Человек является способным мыслить и осознавать своё бытие, а следовательно рассматривается в экзистенциальной психологии как ответственный за своё существование. Человек должен осознавать себя и быть ответственным за себя, если он хочет стать самим собой.
Согласно Р. Мэй, основной посыл экзистенциалистов таков: независимо от того, насколько могущественные силы влияют на человеческое существование, человек способен узнать, что его жизнь детерминирована, и тем самым изменить к ней своё отношение. Сила человека в способности занять определённую позицию, принять конкретное решение, не важно, каким бы незначительным оно ни было. Именно в этом смысле человеческое существование состоит в конечном итоге из свободы: как сказал П. Тиллих, «Человек по-настоящему становится человеком только в момент принятия решения».

### Понимание экзистенциальных эмоций
В экзистенциальной психологии некоторые эмоции, в частности такие как тревога, чувство вины, рассматриваются как онтологические характеристики человека, укоренённые в его существовании.
В частности, тревога согласно Р. Мэю — это угроза самому ядру бытия человека, это переживание угрозы надвигающегося небытия. Тревога, согласно К. Гольдштейну, это не то, что мы «имеем», а скорее то, что «мы представляем собой». Тревога (в первую очередь как нем. Angst, используемое З. Фрейдом, Л. Бинсвангером, К. Гольдштейном, С. Кьеркегором, а не как значительно менее нейтральное и менее выразительное англ. anxiety) наносит удар непосредственно по чувству собственного достоинства человека и его ценности как личности, что является самым важным аспектом его переживания себя как самостоятельного существа. Она подавляет потенциальные возможности бытия человека, уничтожает его чувство времени, притупляет воспоминания, вычёркивает будущее.
Чувство вины является онтологической характеристикой существования человека; он испытывает её в различных формах (разновидностях):
- отрицание, отказ и/или невозможность реализовать свои потенциальные возможности;
- вина перед своими близкими, возникающая из-за того, что человек воспринимает их через шоры своей ограниченности и предубеждённости, что всегда в какой-то мере есть надругательство над тем, что они представляют собой, а также невозможность (в первую очередь, связанная с тем, что каждый представляет собой особую индивидуальность и может смотреть на мир только своими глазами) до конца понять потребности других людей и удовлетворить их;
- вина сепарации от природы в целом, или иначе — онтологическая вина, связанная с тем, что человек может представлять себя тем, кто может делать выбор, и тем, кто может отказаться от выбора.

Согласно М. Боссу, вообще следует говорить не о чувстве вины (как, например, это делается в психоанализе), но о виновности человека, подчёркивая этим всю серьёзность и уважительность отношения к опыту и жизни человека.